# International Meteor Organisation
Die International Meteor Organisation (IMO) ist eine globale Assoziation für die Meteorastronomie. Sie gehört zu den wenigen Organisationen, die sowohl Berufs- als auch Amateurastronomie umfasst, letztere meist als Astrovereine.
Die IMO wurde 1988 gegründet, als der Bedarf am gezielten Sammeln von Beobachtungsdaten insbesondere von Meteorströmen und über den Zusammenhang mit Kometen ersichtlich wurde. Ein Teilaspekt war auch die Frage, wie weit die interplanetare Materie durch die Beobachtung ekliptikaler Meteorströme und ihrer Fallraten erforscht werden kann.
Alle zwei Monate gibt die IMO das Journal WGN heraus, das ursprünglich als Zirkular publiziert wurde. Sie veranstaltet alljährlich im September die International Meteor Conference (IMC).